# Семиреченский лягушкозуб
Семиреченский лягушкозуб, или джунгарский тритон (лат. Ranodon sibiricus) — хвостатое земноводное из семейства углозубов (Hynobiidae). Вид выделяется в монотипный род лягушкозубы (лат. Ranodon). Эндемик Джунгарского Алатау (Средняя Азия). Очень редкий вымирающий вид. Занесён в Красный список МСОП, как вид находящийся под угрозой исчезновения из-за сокращения его ареала до менее чем 500 км², на которых он распространён крайне спорадически, продолжающегося уменьшения количества пригодных местообитаний, снижения численности субпопуляций и количества половозрелых особей.

## Описание
Общая длина тела составляет 15—18 см (указывают до 20 см), из которых хвост занимает немного больше половины. Масса тела около 20—25 г. По бокам тела с каждой стороны 11—13 межреберных бороздок. Хвост сжат с боков и имеет на спинной стороне хорошо развитую плавниковую складку. Окраска от жёлто-бурой до тёмно-оливковой и зеленовато-серой, часто пятнистая, изменяется в зависимости от условий внешней среды.

## Ареал и места обитания
Распространён только в горах Джунгарского Алатау в пределах юго-восточного Казахстана и северо-западного Китая. Обитает преимущественно в мелких горных ручьях и родниках, образующих мелкие озерца, с каменистым дном, быстрым течением и водопадами. Встречается на высотах 1450—2500 м у верхней границы лесной растительности. Больших рек избегает. Температура воды в ручьях, где живут лягушкозубы, от +6 до +19°С. Они устойчивы к низкой температуре и при около 0°С не теряют подвижности. При +24…+26°С лягушкозубы проявляют беспокойство, а при +28…+32°С погибают.

## Образ жизни
Одним из условий существования является наличие чистой воды. Лёгкие у лягушкозуба частично редуцированы, поэтому он больше времени проводит в воде, чем на суше. Избегает прямых солнечных лучей. Днем держится под камнями или в углублениях под нависшим берегом в воде. В это время активны только личинки выклева этого года. Вечером лягушкозубы всех возрастов наиболее активны, плавают у дна, часто залезая под камни в поисках корма. Нередко взрослые животные, обследовав участок ручья от водопада до водопада, выползают на берег и переходят по суше на соседний участок.
Питается в основном личинками ручейников (70—75 %) и бокоплавами (18 %); поедает и личинок двукрылых, а также жуков, паукообразных и червей.
Зимует в незамерзающих ключах под камнями или под покровом мха на дне.
Семиреченские лягушкозубы часто оказываются заражёнными нематодами из рода Rabdias, которыми иногда сплошь оказываются забиты лёгкие амфибий.

## Размножение
Самки откладывают икру в виде прозрачных мешочков, наполненных икринками (которых насчитывается до 25—50 в одном мешке). Мешки обычно парные, свободный конец заострён, общая длина около 4 см. Икринки за 22—25 дней увеличиваются в 10 раз, затем из них выходят личинки длиной до 1,5—2,0 см, которые опускаются на дно водоёмов.
Метаморфоз из личинки во взрослое животное завершается на третьем году жизни.